# بوکوونیتسا
بوکوونگتسا (به لهستانی:  Bukownica) یک روستا در لهستان است که در گمینا کروبیا واقع شده‌است. بوکوونگتسا ۱۳۸ نفر جمعیت دارد.